# 九龍巴士299線
九龍巴士299線是香港新界一條已停辦的巴士路線，來往沙田市中心及西貢，是當時兩條取道十四鄉的一段西沙路來往西貢區及沙田區的巴士路線之一（另一條是99線）。

## 歷史
- 1990年6月16日：投入服務，原本為89R線的全日空調版本，每日0630-2000提供服務，每15-30分鐘一班。
- 1990年11月27日：配合289線（恆安至十四鄉，循環線）停止服務，延長服務時間。
- 1991年3月31日：調整票價，全程收費由$8.0調整至$9.0，分段收費亦同時調整。
- 1993年1月28日：改經馬鞍山市中心一段D16路（現稱西沙路）。
- 1994年7月10日：因89R停止服務而提升至全日行走。
- 2011年5月15日：調整票價，全程收費由$9.0調整至$9.3，分段收費亦同時調整。
- 2012年11月12日：提早星期一至五由沙田市中心開出之頭車至0545，班次亦同時調整。
- 2013年3月17日：調整票價，全程收費由$9.3調整至$9.9，分段收費亦同時調整。
- 2014年1月11日：來回程改經馬鞍山繞道及惠民路，不再經普通道、烏溪沙、馬鞍山市中心及恆安一帶，編號改稱299X。原有來往西貢至馬鞍山一帶的服務，則由99線延長至恆安及增設雙向分段收費取代。[1][2]

## 使用狀況
- 由於當時空調巴士不像現時般普及，收費標準屬豪華巴士級別，故此與普通巴士相差近一倍，後來空調巴士愈來愈受歡迎，而本路線收費標準已經不合時宜，因此除了全程收費由開辦時的8元加價一次至9元外，此後九巴有一段長時期沒有改動全程收費（直至2011年5月15日才調整全程收費），只是部份分段收費稍為調整，而89R不斷加價甚至出現普通巴士比空調巴士貴的局面，最終導致89R永久停駛。
- 本路線的出現，令原本3條行經十四鄉一段西沙路的路線出現重大轉變，導致89R及289先後停駛、99客量下跌，同時也惠及新界東及北區居民，不用長途跋涉到彩虹轉車往西貢。每逢假日，本線有不少往來西沙路沿線及西貢郊遊的市民，因此假日的客量比平日多。

## 行車路線
沙田市中心開經：沙田正街，橫壆街，源禾路，沙田鄉事會路，大涌橋路，石門交匯處，亞公角街，恆信街，馬鞍山路，恆康街，西沙路，大網仔路，普通道及福民路。
西貢開經：惠民路，福民路，普通道，大網仔路，西沙路，馬鞍山繞道，支路，西沙路，恆康街，馬鞍山路，恆德街，亞公角街，石門交匯處，大涌橋路，沙田鄉事會路及大埔公路。

### 沿線車站
| 沙田市中心開 | 沙田市中心開       | 沙田市中心開       | 西貢開 | 西貢開             | 西貢開             |
| 序號         | 車站名稱           | 位置               | 序號   | 車站名稱           | 位置               |
| ------------ | ------------------ | ------------------ | ------ | ------------------ | ------------------ |
| 1            | 沙田市中心巴士總站 | 沙田市中心巴士總站 | 1      | 西貢巴士總站       | 西貢公共運輸交匯處 |
| 2            | 麗豪酒店           | 大涌橋路           | 2      | 沙角尾             | 大網仔路           |
| 3            | 富豪花園           | 大涌橋路           | 3      | 木棉山             | 大網仔路           |
| 4            | 沙田第一城         | 大涌橋路           | 4      | 大環               | 大網仔路           |
| 5            | 濱景花園           | 大涌橋路           | 5      | 麥邊               | 大網仔路           |
| 6            | 沙田醫院           | 大涌橋路           | 6      | 黃竹灣             | 西沙路             |
| 7            | 亞公角             | 亞公角街           | 7      | 大環               | 大網仔路           |
| 8            | 富安花園           | 亞公角街           | 8      | 麥邊               | 大網仔路           |
| 9            | 恆安邨             | 亞公角街           | 9      | 黃竹灣             | 西沙路             |
| 10           | 曾璧山中學         | 恆康街             | 10     | 澳頭               | 西沙路             |
| 11           | 海栢花園           | 西沙路             | 11     | 澳頭新村           | 西沙路             |
| 12           | 雅典居             | 西沙路             | 12     | 水浪窩             | 西沙路             |
| 13           | 利安邨             | 西沙路             | 13     | 企嶺下老圍         | 西沙路             |
| 14           | 樟木頭帝琴灣       | 西沙路             | 14     | 企嶺下新圍         | 西沙路             |
| 15           | 泥涌               | 西沙路             | 15     | 西徑               | 西沙路             |
| 16           | 輋下               | 西沙路             | 16     | 瓦窰頭             | 西沙路             |
| 17           | 馬牯纜             | 西沙路             | 17     | 田寮               | 西沙路             |
| 18           | 大洞               | 西沙路             | 18     | 輋下               | 西沙路             |
| 19           | 瓦窰頭             | 西沙路             | 19     | 西澳               | 西沙路             |
| 20           | 西徑               | 西沙路             | 20     | 樟木頭帝琴灣       | 西沙路             |
| 21           | 企嶺下新圍         | 西沙路             | 21     | 利安邨             | 西沙路             |
| 22           | 企嶺下老圍         | 西沙路             | 22     | 富寶花園           | 西沙路             |
| 23           | 水浪窩             | 西沙路             | 23     | 馬鞍山市中心       | 西沙路             |
| 24           | 澳頭               | 西沙路             | 24     | 耀安邨             | 恆康街             |
| 25           | 黃竹灣             | 西沙路             | 25     | 富安花園           | 恆德街             |
| 26           | 麥邊               | 大網仔路           | 26     | 亞公角             | 亞公角街           |
| 27           | 大環               | 大網仔路           | 27     | 濱景花園           | 大涌橋路           |
| 28           | 木棉山             | 大網仔路           | 28     | 沙田第一城         | 大涌橋路           |
| 29           | 沙角尾             | 大網仔路           | 29     | 富豪花園           | 大涌橋路           |
| 30           | 西貢警署           | 福民路             | 30     | 麗豪酒店           | 大涌橋路           |
| 31           | 西貢巴士總站       | 西貢公共運輸交匯處 | 31     | 沙田市中心巴士總站 | 沙田市中心巴士總站 |

## 服務時間及班次
| 由沙田市中心開出 | 由沙田市中心開出 |
| 服務時間         | 班次（分鐘）     |
| 星期一至五       | 星期一至五       |
| ---------------- | ---------------- |
| 05:45-06:30      | 15               |
| 06:30-09:12      | 12-13            |
| 09:12-17:00      | 18               |
| 17:00-18:18      | 10-12            |
| 18:18-00:00      | 18               |
| 星期六           |                  |
| 06:00-09:00      | 10-13            |
| 09:00-16:00      | 15               |
| 16:00-18:30      | 8-10             |
| 18:30-00:00      | 15               |
| 星期日及公眾假期 |                  |
| 06:00-07:38      | 12-13            |
| 07:38-10:30      | 7-8              |
| 10:30-11:22      | 10-11            |
| 11:22-18:44      | 6-8              |
| 18:44-00:00      | 12-15            |

| 由西貢開出       | 由西貢開出   |
| 服務時間         | 班次（分鐘） |
| 星期一至五       | 星期一至五   |
| ---------------- | ------------ |
| 06:00-06:48      | 16           |
| 06:48-09:36      | 14           |
| 09:36-18:00      | 18           |
| 18:00-19:30      | 15           |
| 19:30-00:00      | 18           |
| 星期六           |              |
| 06:00-07:04      | 16           |
| 07:04-16:52      | 13-15        |
| 16:52-19:07      | 11-12        |
| 19:07-00:00      | 15-17        |
| 星期日及公眾假期 |              |
| 06:00-08:44      | 12-13        |
| 08:44-10:28      | 11-12        |
| 10:28-19:28      | 6-8          |
| 19:28-00:00      | 12-13        |

## 收費
全程：$9.9
- 濱景花園往西貢／企嶺下老圍往沙田市中心：$8.2
- 雅典居往西貢／富寶花園往沙田市中心：$7.1
- 泥涌往西貢：$4.8
- 濱景花園往沙田市中心：$3.7

| - 本線設有12歲以下小童及65歲或以上長者半價優惠。 - 65歲或以上香港居民使用「樂悠咭」，以及12歲以下合資格殘疾兒童使用「殘疾人士身份」個人八達通繳付車資，均可享有每程$2.0或半價（以較低者為準）的票價優惠；12至64歲合資格殘疾人士使用「殘疾人士身份」個人八達通（包括「樂悠咭」），以及60至64歲香港居民使用「樂悠咭」繳付車資，均可享有每程$2.0或全費（以較低者為準）的票價優惠。 - 65歲或以上長者如使用長者或一般個人八達通繳付車資，則只可享有半價優惠；12至64歲合資格殘疾人士如不使用「殘疾人士身份」個人八達通，以及60至64歲人士如不使用「樂悠咭」繳付車資，必須繳付全費。 - 乘客可以現金或八達通於上車時付款，不設找續。 - 每位成人乘客可免費攜帶最多兩名4歲以下而不佔座位的兒童乘客乘車，超額之4歲以下小童必須繳付小童車費乘車。 - 持有「九巴月票」之乘客在車票有效期內，每日可享最多10程任何九龍巴士及龍運巴士路線（包括本路線，以及聯營路線的九龍巴士／龍運巴士提供的班次；惟乘搭機場「A」及「NA」線則可享原價二七折優惠（不會計算每天10次合資格車程））；而B1線則每日可享最多各2程（不會計算每天10次合資格車程）。 - 九龍巴士、城巴、龍運巴士及陽光巴士全職員工及家屬（不包括外判職員）可免費乘搭本路線，惟必須拍職員或職員家屬八達通。 - 乘客亦可透過多元化電子支付系統（e度嘟）繳付車資，包括使用非接觸式VISA卡、JCB卡、萬事達卡、銀聯卡、美國運通、大來國際、Discover Card、Apple Pay、Google Pay、Samsung Pay、AlipayHK「易乘碼」、支付寶、WeChatHK／微信支付「搭車碼」、銀聯雲閃付「乘車碼」及BOC Pay「乘車碼」。乘客使用此付款方式，使用此支付方式的乘客可享有中途下車之分段收費，以及與其他九巴／龍運獨營路線或聯營線九巴／龍運班次之轉乘優惠，惟不適用於與非九巴／龍運路線之轉乘優惠，亦不能享有「公共交通費用補貼計劃」及「長者及合資格殘疾人士公共交通票價優惠計劃」。 |

## 用車演變
本路線初時採用豐田Coaster 24座位小巴（AT）行走，後來客量增加便改派三菱（AM）及丹尼士飛鏢（AA）行走，而香港極為罕見的MCW Metrorider（AMR）33座位空調巴士亦曾服役本路線，1997年起，更逐步改派雙層空調巴士行走，踏入21世紀更改派10.6米雙層低地台丹尼士三叉戟三型巴士（ATS）及富豪超級奧林比安巴士（ASV）行走，以應付不斷增加的載客量。初期派車車廠都是以全沙田（Ｓ）廠，後來客量不斷增長下，九龍灣（Ｋ）廠亦加入派車，以提供更多車輛支援，但1999年底行走本路線的九龍灣廠巴士都納入沙田廠，回復一廠派車。
2014年1月11日改編前，用車包括10輛丹尼士三叉戟10.6米（ATS）雙層空調巴士及3輛富豪超級奧林比安10.6米（ASV）雙層空調巴士，合共13輛，均屬沙田車廠。其中所有上掛本線的ATS已隨改組而過渡至299X。

## 意外事件
- 1994年5月8日，一架行走299線的丹尼士飛鏢型（AA3，車牌號碼FN1332），沿馬鞍山路往沙田行駛，駛至近富安花園時與一架私家車迎頭相撞，私家車上兩死一傷；巴士車頭嚴重損毀，車上亦有三人受傷。
- 2013年11月28日：早上七時許，一輛往沙田市中心方向的丹尼士三叉戟（ATS54／KC6705）在西沙路瓦窰頭停站時，一名12歲男生擬追巴士，遭一輛私家車撞倒捲入車底，送院搶救後死亡。

## 外部連結
- 九巴 299 線 （页面存档备份，存于）
- 九巴 299 線－i-busnet.com
- 九巴 299 線－681巴士總站 （页面存档备份，存于）